# Нікола Петкович (футболіст, 1996)
Нікола Петкович (серб. Nikola Petković / Никола Петковић, нар. 23 вересня 1996, Белград) — сербський футболіст, півзахисник, нападник литовського клубу «Жальгіріс».

## Ігрова кар'єра
Народився 23 вересня 1996 року в місті Белград. Вихованець юнацьких команд футбольних клубів «Партизан», «Чукарички» та «Локомотива» (Белград). У дорослому футболі дебютував 2014 року виступами за команду «Локомотива» (Белград), в якій провів чотири сезони у районних лігах Белграда.
Своєю грою за цю команду привернув увагу представників тренерського штабу клубу «Явор» (Іваниця), до складу якого приєднався на початку 2018 року. Він дебютував за новий клуб на початку весняної частини сезону в сербській Суперлізі, опинившись у стартовому складі своєї команди на матч проти белградської «Црвени Звезди» (0:3) і загалом до кінця сезону зіграв 10 ігор чемпіонату і забив 1 гол, але його команда посіла передостаннє місце. У наступному сезоні «Явор» змагався у Першій лізі Сербії і посів друге місце в турнірній таблиці, що забезпечило йому повернення до вищого дивізіону, при цьому Петкович зіграв у всіх 37 матчах сезону, забивши 22 голи, що зробило його другим найкращим бомбардиром ліги після свого товариша по команді Івана Марковича. Протягом наступного сезону 2019/20 років Петкович забив 16 голів у сербській Суперлізі, розділивши місце найкращого бомбардира з атакувальним дуетом з «Бачка Тополи» Ненадом Лукичем та Владимиром Силаджі. 
На початку липня 2020 року він підписав трирічний контракт з французьким клубом другого дивізіону «Шамблі», у складі якого провів наступні два роки своєї кар'єри гравця. У першому сезоні 2020/21 років футболіст зіграв лише десять матчів через травми та забив три голи, а його клуб вилетів до нижчого дивізіону. Тим не менш Петкович залишився у команді і провів сезон 2021/22 років у Національному чемпіонаті.
З літа 2022 року півтора сезони захищав кольори словенського клубу «Мура», після чого 10 лютого 2024 року приєднався до литовського «Жальгіріса». Того ж року серб став з командою чемпіоном Литви. Станом на 11 липня 2025 року відіграв за клуб з Вільнюса 24 матчі в національному чемпіонаті.

## Титули і досягнення
- Чемпіон Литви (1): 2024

### Індивідуальні
- Найкращий бомбардир сербської Суперліги: 2019/20 (16 голів, разом з Ненадом Лукичем та Владимиром Силаджі)[5]